# Stara Wiśniewka
Stara Wiśniewka – wieś krajeńska w Polsce, położona w województwie wielkopolskim, w powiecie złotowskim, w gminie Zakrzewo.
W latach 1945–1954 siedziba gminy Stara Wiśniewka. W latach 1975–1998 wieś administracyjnie należała do województwa pilskiego.
Pierwsze wzmianki pochodzą z 1491. Część wsi szlacheckiej Wiśniewka, własność wojewody płockiego Piotra Potulickiego, pod koniec XVI wieku leżała w powiecie nakielskim województwa kaliskiego. Od 1772 znajdowała się w zaborze pruskim. We wsi znajduje się zabytkowy, drewniany kościół z 1647, pod wezwaniem św. Marcina. Powróciła do Polski w 1945 r.
Stara Wiśniewka nosiła w przeszłości różne nazwy: Wiszniewka, Polnische Wisniewka, w latach 1913–1945 Lugetal. Po powrocie w granice Polski, po 173 latach zaboru pruskiego, przywrócono polską nazwę Stara Wiśniewka.
Co roku w maju organizowane są Dni kwitnących wiśni - impreza o charakterze plenerowym.

## Integralne części wsi
| SIMC    | Nazwa      | Rodzaj    |
| ------- | ---------- | --------- |
| 0533950 | Dzierzążno | część wsi |

## Kościół
25 stycznia 1968 została utworzona rzymskokatolicka parafia św. Marcina Biskupa.

## Oświata
- Publiczna Szkoła Podstawowa im. Obrońców Polskości w Starej Wiśniewce[7].